# Triangle (Beau Brummels-album)
Az 1967-es Triangle az amerikai The Beau Brummels rockzenekar nagylemeze. Ez volt az első album, amely Sal Valentino énekes és Ron Elliott gitáros közösen írt dalait tartalmazta. A dalcímekben és -szövegekben fantasy elemeket és szürreális karaktereket használtak, és rengeteg zenésszel együtt dolgoztak, hogy létrehozzák az album pszichedelikus hangzását. Az album felvételeinek idején az együttes trió lett (Valentino, Elliott és Ron Meagher), ugyanis Don Irving gitáros és John Petersen dobos kilépett az előző album megjelenése után.
A Triangle 197. lett a Billboard 200 listán és szerepel az 1001 lemez, amit hallanod kell, mielőtt meghalsz című könyvben.

## Az album dalai
| 1. | Are You Happy?      | Bob Durand, Ron Elliott    | 2:17 |
| 2. | Only Dreaming Now   | Ron Elliott, Sal Valentino | 2:06 |
| 3. | Painter of Women    | Bob Durand, Ron Elliott    | 2:51 |
| 4. | The Keeper of Time  | Bob Durand, Ron Elliott    | 2:09 |
| 5. | It Won't Get Better | Ron Elliott, Sal Valentino | 2:02 |
| 6. | Nine Pound Hammer   | Merle Travis               | 3:19 |

| 1. | Magic Hollow               | Ron Elliott, Sal Valentino | 2:53 |
| 2. | And I've Seen Her          | Bob Durand, Ron Elliott    | 1:59 |
| 3. | Triangle                   | Ron Elliott, Sal Valentino | 2:17 |
| 4. | The Wolf of Velvet Fortune | Ron Elliott, Sal Valentino | 4:52 |
| 5. | Old Kentucky Home          | Randy Newman               | 2:05 |

## Közreműködők
- Ron Elliott – gitár, hangszerelés, ének
- Ron Meagher – nagybőgő, gitár, ének
- Sal Valentino – ének
- Van Dyke Parks – csemballó, billentyűs hangszerek
- Carol Kaye – nagybőgő
- James Burton – gitár
- Donnie Lanier – gitár
- Jim Gordon - dobok
- The Blossoms – háttérvokál
- Gene Garf – harmonika
- Lou Klass – hegedű
- Shari Zippert – hegedű
- David Duke – kürt
- George Hyde – kürt
- Gale Robinson – kürt
- Jesse Ehrlich – cselló
- Raymond Kelley – cselló
- Dick Hyde – harsona